# Giuseppe Ciscato
Giuseppe Ciscato (Malo, 19 febbraio 1860 – Padova, dicembre 1908) è stato un matematico e astronomo italiano.

## Biografia
Giuseppe Ciscato nacque a Malo il 19 febbraio del 1860. Si laureò in matematica all'Università di Padova, ma ben presto il suo talento venne prestato all'astronomia. Dopo essere stato assistente, infatti, per 13 anni fu astronomo aggiunto all'Osservatorio di Padova. Nel 1899, quando all'Università venne affidato uno studio internazionale per la definizione della variazione delle latitudini, fu il primo direttore (dal settembre 1899 al settembre 1903) della nuova Stazione Astronomica di Carloforte (Sardegna) preposta a tale scopo. (una delle cinque sedi dell'International Latitude Service). Dal 1903 alla morte (1908) fu professore di Geodesia all'Università di Padova.